# 细网银锦蛤
细网银锦蛤（学名：Nucula torresi gemmulata），是弯锦蛤目银锦蛤科银锦蛤属的一种。主要分布于台湾，常栖息在深海。